# 河本太郎
河本 太郎（かわもと たろう、1953年5月27日 -）は、日本の実業家、株式会社フコク元代表取締役会長・社長。

## 人物・経歴
埼玉県出身。1976年3月、立教大学法学部卒業。同年4月、株式会社フコク入社。
1984年、同社取締役に就任。1997年、同社副社長。
1999年、同社代表取締役社長、2009年、同社取締役会長。
2019年6月、同社代表取締役会長兼社長に就任し、再び社長に復帰。会社の資本と経営の分離を進めるため、会社経営の主導を創業家の河本家から、新経営陣に移行する準備を進めた。
2020年、代表取締役会長兼社長を退任し、非常勤顧問となり、経営を後任社長の小川隆ら新経営陣に引き継ぐ。